# أرا مينه
أرا مينه هي مغنية وعارضة وممثلة فلبينية، ولدت في 9 مايو 1979 في مانيلا في الفلبين.

## وصلات خارجية
- أرا مينه على موقع IMDb (الإنجليزية)
- أرا مينه على موقع ميوزك برينز (الإنجليزية)
- أرا مينه على موقع أول موفي (الإنجليزية)
- أرا مينه على موقع قاعدة بيانات الفيلم (الإنجليزية)
- أرا مينه على موقع كينوبويسك (الروسية)